# Villers-lès-Luxeuil
Villers-lès-Luxeuil település Franciaországban, Haute-Saône megyében. Lakosainak száma 312 fő (2022. január 1.). Villers-lès-Luxeuil Abelcourt, Breuches, Éhuns, Mailleroncourt-Charette, Meurcourt, Sainte-Marie-en-Chaux, Velorcey és Visoncourt községekkel határos.

## Népesség
A település népessége az elmúlt években az alábbi módon változott:
| Lakosok száma | 333  | 310  | 315  | 303  | 307  | 310  | 314  | 312  | 312  |
|               | 2013 | 2015 | 2016 | 2017 | 2018 | 2019 | 2020 | 2021 | 2022 |